# Сирота

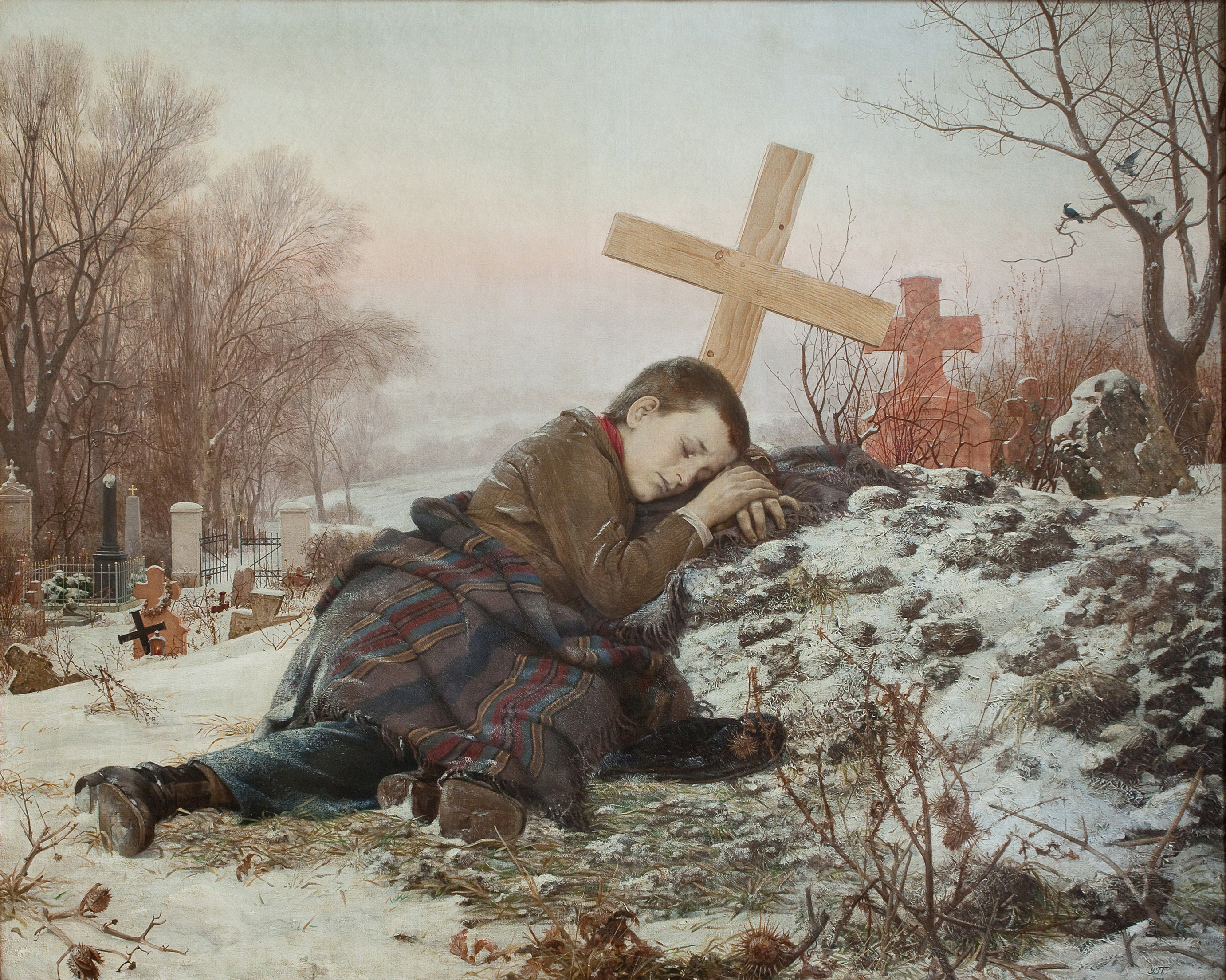
Сирота у могилы матери, Урош Предич, 1888

Сирота́ — человек, временно или постоянно лишённый семейного окружения. Причинам сиротства могут послужить смерть одного или обоих родителей, отказ от ребёнка, лишение родительских прав вследствие отсутствия заботы о ребёнке с их стороны.

## Этимология
В русском языке слово «сирота» берёт начало от славянского прилагательного «сиръ» со значением «безродный, одинокий». Слово является синонимом современному русскому «сирый», обозначающему «одиноких, бедных, осиротелых». До XV века крестьяне использовали слово «сироты» в качестве самоназвания.
В современном языке слово «сирота» зачастую используется как синоним одиночества, бедности, зависимости, отчуждения от общества и отсутствия жизненных навыков.

## Виды сиротства

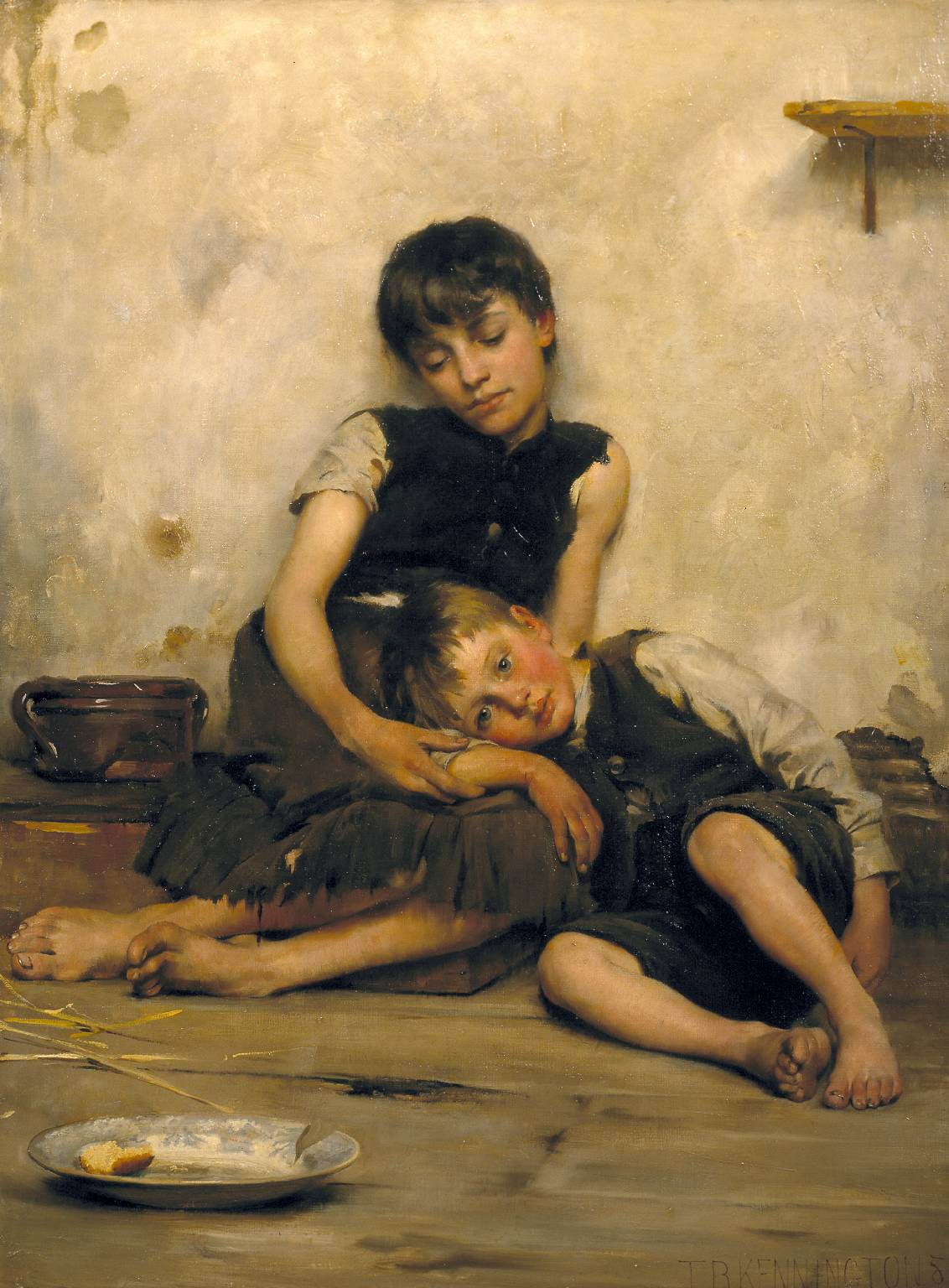
Сироты, Томас Кеннингтон, 1885

Сиротами считаются дети до 18 лет, оставшиеся без попечения родителей. Выделяют круглых (которые лишились двух или единственного родителя) и полусирот (лишились одного из родителей).
Для России характерно разделение сиротства на биологическое и социальное. У биологических не осталось в живых обоих или единственного родителя, их доля от общего количества детей-сирот составляет 10—12 %. Социальными называют детей-сирот, оставшихся без попечения при живых биологических родителях. Причинами могут послужить лишение родительских прав, отказ от ребёнка, признание родителей недееспособными или безвестно отсутствующими.
Социальное сиротство остаётся одной из главных проблем постсоветского пространства. Рост преступности среди подростков связан с ростом детей, проживающих в детдомах, большая часть которых — социальные сироты. Психологи отмечают, что пребывание детей в интернатных учреждениях отрицательно сказывается на состоянии их здоровья: внутри закрытых заведений происходит рост хронических заболеваний, подопечные домов отстают от своих сверстников в физическом и нервно-психическом развитии. Согласно исследованию Игоря Болотникова, около 30 % детей-сирот имеют эмоциональные расстройства и расстройства поведения, которые могут выражаться синдромом дефицита внимания и гиперактивности.
Некоторые специалисты в категории «социальное сиротство» также выделяют скрытых или «домашних» сирот — это несовершеннолетние, которые лишены воспитания со стороны родителей, несмотря на то, что семья относится к экономически благополучным. Такие сироты часто становятся беспризорниками, что может привести к развитию асоциального поведения.
Начиная с 2012 года исследователи отмечают рост так называемого «вторичного сиротства» — феномен отказа опекунов, приёмных родителей или патронатных воспитателей от детей. Согласно данным Наставнического Центра А.Гезалова, ежегодно возвращаются в детские дома около 10000 детей-сирот.

### Причины социального сиротства

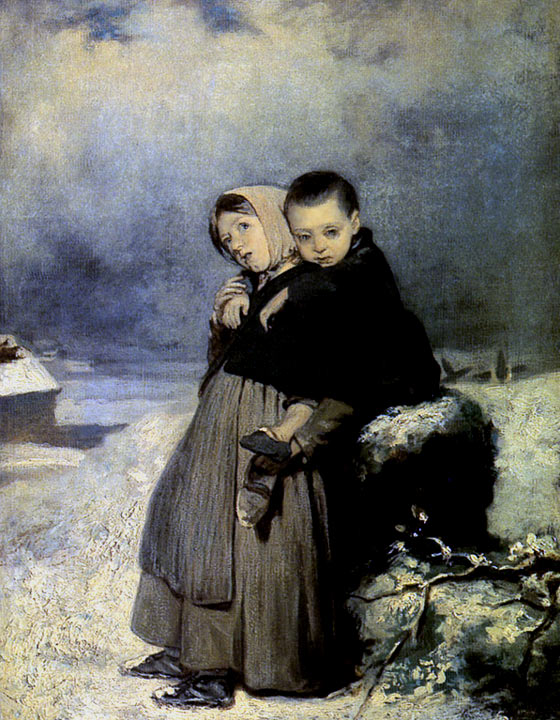
Дети-сироты на кладбище, Василий Перов, 1864

Основными причинами социального сиротства являются экономические. Наиболее частые виды отказа от воспитания:
- добровольный отказ родителей от несовершеннолетнего ребёнка, который чаще всего происходит в родильном доме[15];
- принудительное изъятие детей из семьи, чтобы защитить ребёнка, обычно такое случается с неблагополучными семьями, где родители ведут асоциальный образ жизни[15][16];
- тяжёлое экономическое положение семьи[12][14][15][17].

## Виды семейного устройства
- Усыновление/Удочерение — принятие в семью ребёнка как родственника, со своими правами и обязанностями. Является приоритетной формой устройства детей[18].
- Опека и попечительство — дети на правах воспитуемого находятся в семье, которая занимается их содержанием, воспитанием, образованием, защитой прав и интересов. Таким образом, ребёнок сохраняет свою фамилию и отчество, а биологические родители сохраняют родительские права. Опека оформляется над детьми до 14 лет, а попечительство над детьми с 14 до 18 лет.[18].
- Приёмная семья — форма опеки над ребёнком, заключаемая между приёмными родителями и органами опеки. Ребёнка передают на воспитание в приёмную семью в тех случаях, когда невозможно оформить усыновление или опеку[18].
- Патронат — воспитание ребёнка в семье на основе договора между органом опеки и попечительства, учреждением для детей-сирот и патронатным воспитателем. При этом последний получает ежемесячное вознаграждение согласно региональному законодательству[18].

### Формы подготовки к семейному устройству
Существует несколько форм помощи детям-сиротам в подготовке к постоянному проживанию в семье. Одной из них является «гостевой режим», при котором ребёнок на правах гостя посещает или кратковременно живёт в гостевой семье. В таком случае дети получают навыки ведения хозяйства, общения с другими детьми и взрослыми, социализации. Опекуны несут ответственность за ребёнка только на время пребывания с ним, основная ответственность остаётся на государстве. Другой формой является наставничество — ребёнок встречается с опекунами не реже раза в неделю тоже, чтобы не терять навыки социализации.

## Российская ситуация

### Законодательство
- Положение 38 Конституции РФ регулирует государственную защиту материнства, детства и семьи[20].
- Федеральный закон № 48-ФЗ от 24 апреля 2008 года «Об опеке и попечительстве» определяет основные положения семейного или иного устройства детей-сирот и детей, оставшихся без попечения родителей[21].
- Статья Семейного кодекса № 145 «Об опеке и попечительстве» от 1995 года содержит описание порядка установления опеки и попечительства над детьми. В 2008 году к ней были внесены поправки, уточняющие права детей, а также обязанности опекунов и попечителей[22].
- Федеральный закон от 21.12.1996 № 159 определяет принципы социальной поддержки детей-сирот и детей, оставшихся без попечения родителей[23].
- Статьи 29-41 и 155 Гражданского кодекса регулируют основные аспекты содержания детей-сирот и детей, оставшихся без попечения родителей, включая устройство детей в государственные организации, патронаж над воспитанниками, обязанности опекунов и попечителей[24].

### Современность

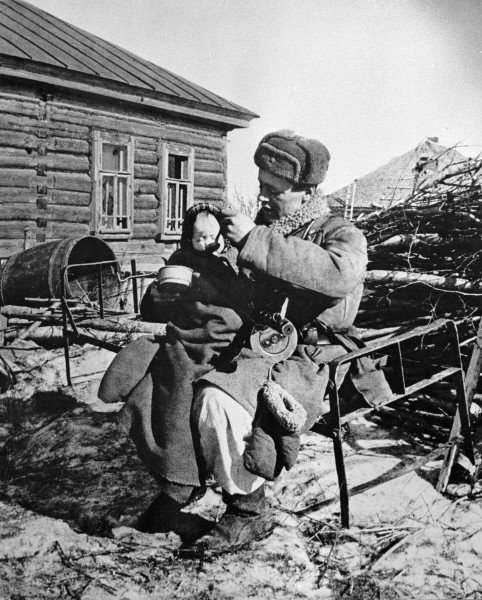
Советский солдат кормит ребёнка, у которого убили мать. 1 октября 1943 года

По данным на 2019 год в России было 423 047 детей-сирот и детей, оставшихся без попечения родителей. В региональных банках данных, где регистрируют детей, не воспитывающихся в кровных или приёмных семьях, на конец 2017 года состояло 50 210 детей. В Федеральном банке данных по состоянию на май 2019 года числится 47 000 детей-сирот. Однако официальная статистика не включает данные о детях, временно находящихся на попечении государства по заявлению родителей. Такие дети не попадают в базу из-за временного характера заявлений, которые подразумевают, что родители заберут детей из государственных учреждений. Однако зачастую родители таких детей не возвращаются за ними. Более того, детей, достигших 18-летия также удаляют из базы данных в год совершеннолетия, поэтому их не учитывает статистика. Меньше всего, в банках данных, детей до года — около 1%; их усыновляют охотнее всего. 80% детей — старше 7 лет. Наиболее сложными для устройства в семьи категориями детей также являются сиблинги (родные братья и сестры), дети с  III-V группами здоровья (имеющие серьёзные отклонения в здоровье).
В ряде регионов с высоким уровнем религиозности, феномен социального сиротства практически отсутствует. В число таких субъектов входят республики Северо-Кавказского федерального округа (Дагестан, Ингушетия, Северная Осетия, Кабардино-Балкария, Карачаево-Черкесская и Чечня), Калмыкия, Татарстан. Самыми неблагополучными регионами по масштабам социального сиротства являются Еврейская автономная область и Магаданская область. За все годы расчёта рейтинга, созданного платформой «Если быть точным», (с 2014 по 2019-й) ситуация в данных двух регионах остаётся самой сложной.

### Профилактика отказов
На 2019 год системная программа по профилактике отказов от детей развита слабо, несмотря на государственную политику сохранения семьи, которая ведётся с 2012 года. Профилактикой занимаются как государственные структуры, так и благотворительные фонды. Основные направления — замещающая забота о детях, интеграция детей, реабилитация «кризисных» семей, профилактика ранних отказов.
Профилактика отказов от новорождённых детей проводится на нескольких уровнях. Социальные организации пытаются выявить беременных женщин с высоким риском отказа от ребёнка. Как правило, в эту группу попадают представители среднего социально-экономического класса, в том числе и женщины-мигрантки с разрушенными социальными связями, а также девушки младше 18 лет. Чаще всего отказываются от детей женщины среднего возраста (25—35 лет) в трудной жизненной ситуации, которые уже имеют одного или двух детей. Задача организаций предотвратить отказ, оказывая психологическую помощь.
На Органы опеки и попечительства (ООП) возложены следующие функции профилактики социального сиротства и работы с неблагополучными семьями:
- Раннее выявление таких семей через информацию от детских садов, школ, участковых полицейских и врачей.
- Реабилитация, в ходе которой сотрудники опеки должны помогать семьям в трудных жизненных ситуациях посредством психологической и материальной помощи.
- Просветительская и разъяснительная работа с родителями, которая включает в себя распространение информации об изъятии ребёнка из семьи[34].